# Lenny McLean
Leonard John „Lenny“ McLean, auch bekannt als The Guv'nor, (* 9. April 1949 in London; † 28. Juli 1998 ebenda) war ein britischer Boxer, Türsteher und verurteilter Krimineller. Später trat er auch als Autor, Personenschützer und Schauspieler in Erscheinung.
McLean erwarb bereits in den späten 1960er Jahren seinen Ruf als berüchtigter Schläger im Londoner East End, der keinem Streit aus dem Weg ging, und hielt ihn bis zur Mitte der 1980er Jahre. Es wird ihm nachgesagt, dass er in fast 4.000 Schlägereien und Boxkämpfe verwickelt war. Er wurde bisweilen als „der härteste Mann im Vereinigten Königreich“ („the hardest man in UK“) bezeichnet. In seiner Biografie erzählt McLean, dass er in der Unterwelt und Türsteherszene Londons sehr bekannt und berüchtigt war und Umgang mit bekannten Kriminellen wie den Kray-Zwillingen, Ronnie Biggs oder Charles „Bronson“ Salvador gehabt habe.
In seinem späteren Leben wurde McLean Schauspieler, seine bekannteste Rolle war die des Barry, der Baptist in der britischen Gangsterkomödie Bube, Dame, König, grAS von 1998.

## Jugend
Lenny McLean wurde in eine große Arbeiterfamilie im Londoner East End-Stadtteil Hoxton geboren. Sein Vater, Leonard McLean sen., war Royal Marine während des Zweiten Weltkriegs, jedoch nach einer, in Indien erlittenen, fast tödlich verlaufenen Krankheit, wandelte er sich zu einem Kleinkriminellen und Betrüger. Er starb, als Lenny vier Jahre alt war, und wurde, wie viele mittellose Menschen dieser Zeit, auf einem Armenfriedhof beerdigt.
Lennys Mutter Rose heiratete später Jim Irwin, ebenfalls ein Kleinkrimineller. Anders als Lennys Vater war er jedoch ein aufbrausender Alkoholiker, der Lenny und seine Brüder regelmäßig schlug und misshandelte. Im Alter von zehn Jahren erlitt McLean sogar mehrere Knochenbrüche. Als sein jüngerer Bruder Raymond mit einem Gürtel brutal verprügelt wurde, schritt sein Großonkel Jimmy Spinks, eine gefürchtete lokale Gangstergröße, ein und attackierte Irwin, drohte ihm sogar mit dem Durchschneiden seiner Kehle, müsste er jemals wieder heimkommen, um die Kinder zu schützen.
Seitdem bewunderte Lenny seinen Großonkel und als er später seine Laufbahn als Schläger startete, sagte er darüber, dass er jeden gewonnenen Kampf als Ausgleich für seine qualvolle Jugend betrachtete. Mit diesen Erfahrungen erklärte er auch sein wütendes Temperament, welches oftmals dazu führte, dass es mehrere Männer benötigte, ihn von einem Gegner, selbst wenn dieser bereits am Boden lag, fortzuziehen.
Während seiner Teenagerzeit hing er mit verschiedenen Kriminellen herum, für die er hie und da Besorgungen machte. Er nahm aber auch einmal eine richtige legale Arbeit auf. Weil er aber seinen Vorarbeiter verprügelte, verlor er diese auch gleich wieder. Danach nahm er verschiedene kleine Jobs an, welche auch Handgreiflichkeiten beinhalteten. Als er 15 Jahre alt wurde, erkannte er, dass er auch ausschließlich mit seinen Fäusten sein Einkommen bestreiten könne.
McLeans erster Boxkampf – ohne Lizenz eines Verbandes, weil er als bekannter Krimineller auch niemals eine erhielt – erfolgte nach einem missglückten Gebrauchtwagenkauf. Der Gebrauchtwagenhändler, ein Roma mit Namen Kenny Mac, bot ihm als Schadenersatz nur dann ein anderes und besseres Fahrzeug an, wenn er in einem von ihm organisierten Boxkampf mitmachen würde. Sein daraufhin vorgestellter Gegner war leichter und auch kleiner als McLean und so verdiente er nach einem nur einminütigen Kampf seine ersten 500 Pfund.
Kenny Mac and McLean wurden Freunde und einige Boxkämpfe später wurde Mac auch zu seinem Manager. Mac baute McLean zum bekanntesten Bare-Knuckle-Kämpfer Großbritanniens auf.

## Persönliches
Im Alter von zwanzig Jahren heiratete er Valerie Georgina (Val) (1951–2014). Sie und seine zwei Kinder (Jamie und Kelly) beschrieb McLean mal als seinen „Felsen“, dessen Vorhandensein ihn davon abhielt, sein Leben ausschließlich in der Kriminalität zu verbringen. Auch übte der Einfluss seiner Familie während seiner Kämpfe eine gewisse Selbstkontrolle auf ihn aus. Seine Kinder beschrieben ihn als fürsorglichen Vater, der sie ohne jegliche Gewalt erzog.

## Boxkämpfe
Als Frank Warren in den 1970er Jahren seine National Boxing Council aufstellte, war es zulässig, dass auch unlizenzierte „Untergrund“-Boxer legal gegeneinander antreten konnten. Davon profitierte auch McLean, der aufgrund seiner kriminellen Vergangenheit keinerlei Verbandslizenz erhielt. Jedoch wurden die Kämpfe niemals von der British Boxing Board of Control anerkannt. McLean wurde bald einer der bekanntesten Stars von Warren.
Mit seiner Größe (188 cm) und Gewicht (127 kg) wirkte er auf jeden Gegner und Zuschauer beeindruckend. Er behauptete in jener Zeit, es mit allen und jedem aufnehmen zu können, mit oder ohne Boxhandschuhe. Jedoch trat er dann doch kaum gegen namhafte Boxer an, selbst als ihm die Kämpfe angeboten wurden. McLean war auch alles andere als unbesiegbar oder ein trainierter Athlet, zumal auch große Teile seines Lebens nicht belegt sind. So unterlag er sehr wohl in etlichen Kämpfen seinen Gegnern.
Trotz dieser Rückschläge behauptete McLean sich 4.000 Kämpfen gestellt und in den Meisten gesiegt zu haben. Dies reichte vielen Beobachtern aus, um McLean als inoffiziellen Weltmeister im Schwergewicht des unlizenzierten Boxens zu erklären.

## Andere Tätigkeiten
Bei vielen Clubs und Pubs Londons erwarb er sich durch seine, auch leitenden, Tätigkeiten in der Security den Titel „König der Rausschmeißer“ (king of bouncers) zu sein. Laut eigener Aussage war bereits die Nennung seines Namens ausreichend, um den in seinen Kreisen unerwünschten Betätigungen der IRA oder der Mafia zu begegnen oder kriminelle Anliegen zu „befördern“.
McLean war Anteilseigner eines Pubs namens Guv'Nors, den er zusammen mit Charlie Kray, dem älteren Bruder der Kray-Zwillinge, betrieb.
Ebenso erstreckte sich das Feld seiner Tätigkeiten in die Showbranche, wo er Berühmtheiten wie Mike Reid, Freddie Starr oder den Schauspielern der Serien EastEnders  und The Bill als Bodyguard und „Mädchen für Alles“ zur Verfügung stand.
McLean wagte einmal einen Ausflug ins Musikgeschäft, wenn auch wenig erfolgreich. Er produzierte eine Langspielplatte mit Covern von Elvis Presley-Songs und koppelte davon die Single  „Blue Suede Shoes“ aus. Das Lied floppte und die gesamte Produktion wurde daraufhin wieder eingestampft.

## Anschläge auf sein Leben
Als Star im unlizenzierten Boxsport hatte Mclean nicht nur Anhänger. Einige Fans seiner Gegner, aber auch Personen, die viel Geld auf seine Ringgegner (oder ihn) gesetzt und verloren haben, waren nicht gut auf ihn zu sprechen. Ebenso hatte er Feinde aus den Reihen derer, denen er als Türsteher Zutritt zu den Nachtclubs verwehrte. Er erlitt zwei Schusswunden von verschiedenen Angriffen und ebenso oft wurde er durch Messerangriffe verletzt.
McLean schreibt später, dass er bei einer Gelegenheit jemanden zur Rechenschaft hat ziehen können, der versucht hatte ihn in seinem eigenen Haus, in räumlicher Nähe seiner Kinder, zu erschießen und „bestrafte“ ihn („punished“). Dieser Mann, ein Drogenabhängiger namens Barry Dalton, hatte seinerseits viele Feinde und wurde ein Jahr später durch einen Kopfschuss getötet aufgefunden. Ein Tötungsdelikt, das McLean weit von sich wies und seine Unschuld hierin beteuerte.

## Verurteilung wegen Totschlags
1992 arbeitete McLean als Leiter der Security des Nachtclubs Hippodrome am Leicester Square, als er einen geistig behinderten und unter Drogen stehenden Mann namens Gary Humphreys aus dem Club entfernen musste. Humphrey fiel dort auf, weil er nackt umherlief, Frauen belästigte und auf den Boden urinierte. McLean griff ein und nahm ihn mit in einen Nebenraum, wo er ihn körperlich stark malträtierte und anschließend rauswarf. Einige Stunden später fand man Humphrey tot auf. Es wurden an ihm schwere Verletzungen festgestellt u. a. Halsverletzungen und einen gebrochenen Kiefer. Auch wenn man McLean nicht die Schuld an seinem Tod nachweisen konnte, da der Verstorbene zwischen Rausschmiss und späterem Auffinden auch in andere Raufereien verwickelt gewesen sein soll, wurde McLean jedoch wegen „fahrlässigen Totschlags“ (siehe Involuntary manslaughter) aufgrund der „übertriebenen Gewalt an einem Wehrlosen“ zu 18 Monaten Gefängnis verurteilt.
McLean protestierte und sah sich einer Rachejustiz ausgesetzt, weil man ihn scheinbar mit Verbrechern, wie den berüchtigten Kray-Zwillingen, gleichsetzte. Sein Einspruch gegen das Urteil wurde jedoch verworfen.

## Arbeiten als Schauspieler
McLean wurde im Rahmen einer Fernsehdokumentation über das Londoner Sicherheitspersonal vorgestellt (Titel: Bounce: Behind The Velvet Rope, zu deutsch: „Hinter dem Samtseil“). Es zog ihn anschließend noch weiter in die Nähe der Filmbranche, nachdem zwei langjährige Bekannte, die Schauspieler Mike Reid und Freddie Starr ihn mit einem Agenten bekannt machten.
Nachdem er einen kurzen und unbezahlten Cameoauftritt als Zuschauer an einem Boxring im Kinofilm The Krays gehabt hatte, war er später in der britischen Fernsehserie The Knock zu sehen und 1997 in einer kleineren Nebenrolle als Polizeichef in dem erfolgreichen Science-Fiction-Film Das fünfte Element. Seine größte Rolle hatte er jedoch als „Barry, der Baptist“ in dem Film Bube, Dame, König, grAS als Geldeintreiber und „Mann für's Grobe“ eines Londoner Gangsterbosses.

## Tod
Während der Dreharbeiten zu Bube, Dame, König, grAS erkrankte er, wie er zunächst annahm, an einer Grippe. Es handelte sich aber um eine Rippenfellentzündung. Bei der Behandlung und weiteren Röntgenuntersuchungen stellte sich heraus, dass McLean an Lungenkrebs erkrankt war, welche bereits Metastasen in seinem Hirn gebildet hatten. Er starb kurz darauf am 28. Juli 1998, einige Wochen bevor der Film seine Premiere hatte. Regisseur Guy Ritchie widmete ihm den Film und ließ hierfür die Plakate und auch den Abspann des Films ändern.

## Eigenes Filmprojekt
In seiner Autobiografie sagte McLean, dass viele Filmstudios ihr Interesse bekundeten einen Film über ihn und das unlizenzierte Boxen, also der in der Unterwelt beliebte Faustkampf außerhalb des reglementierten Verbandswesens, zu machen. McLean dachte hierbei gleich an Craig Fairbrass, um ihn als jungen Mann darzustellen. Er reiste sogar nach Hollywood, um mit Filmverantwortlichen über die Besetzung zu sprechen. Deren Festlegung auf Sylvester Stallone veranlasste McLean die Gespräche nicht mehr weiter fortzuführen. Zwischenzeitlich zeigen aber auch der Rugby-Union-spieler Lawrence Dallaglio, der Schauspieler Ray Winstone und der Musiker Elton John Interesse an der Rolle. Der Planung scheiterte jetzt nur noch an der Finanzierung. Einer, der an der Finanzierung Beteiligten, erwies sich später als Betrüger, der von McLean eine Million Pfund erhielt und danach verschwand. Seit McLeans Tod waren die weiteren Planungen ungewiss. Der Wrestling-Star Darren Matthews sagte einmal in einem Fernsehinterview, dass auch ihm die Rolle angeboten wurde, aber es nie zu einer Umsetzung kam.
Im Februar 2017 erschien dann der Film „My Name is Lenny“, in dem McLeans Leben und Karriere als Boxer thematisiert wurde. Josh Helman übernahm die Hauptrolle. Der Schauspieler John Hurt spielt hier eine seiner letzten Rollen. Er starb kurz vor der Veröffentlichung des Films.